# Chwościk buraka

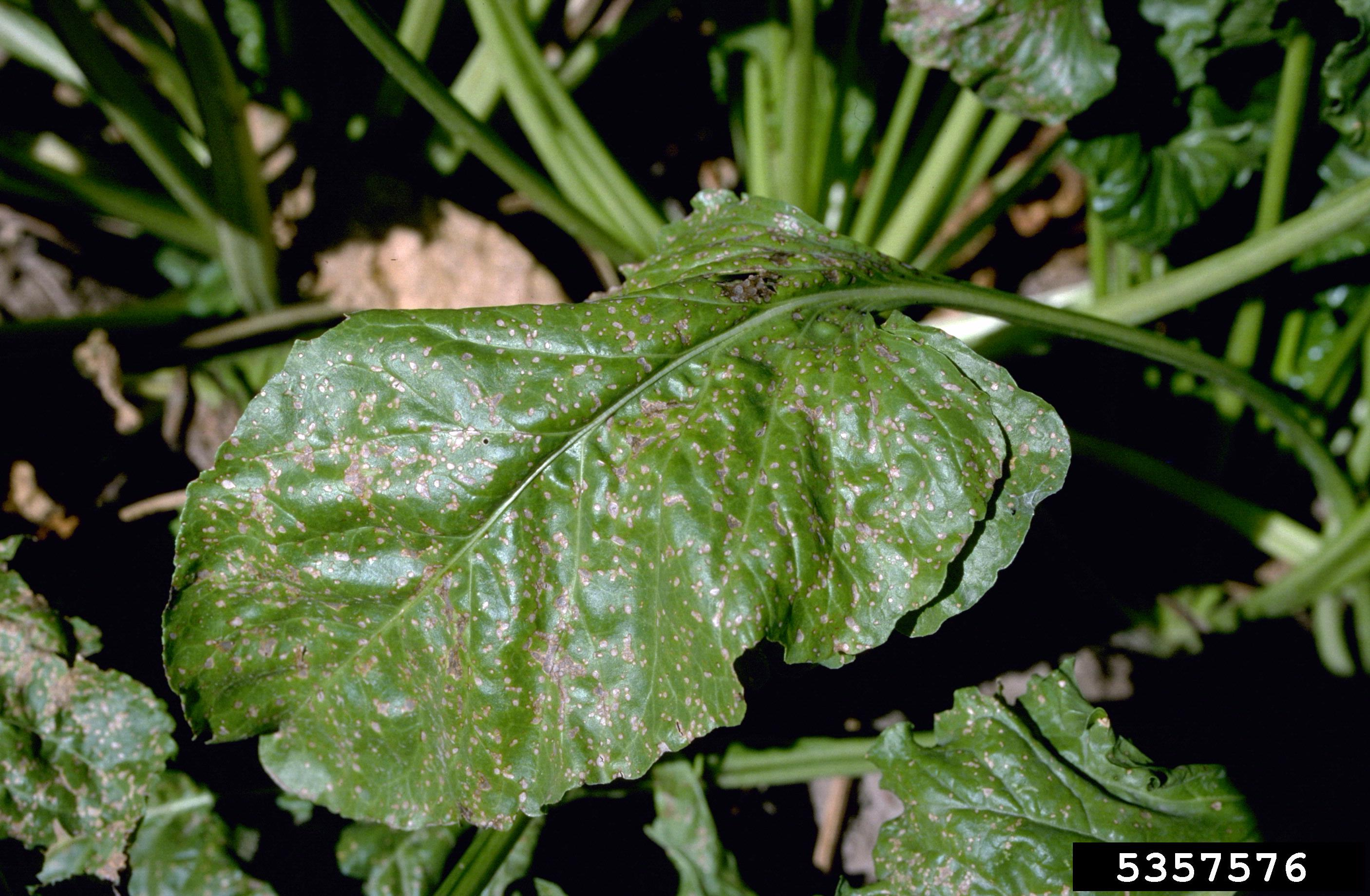
Pierwsze objawy choroby

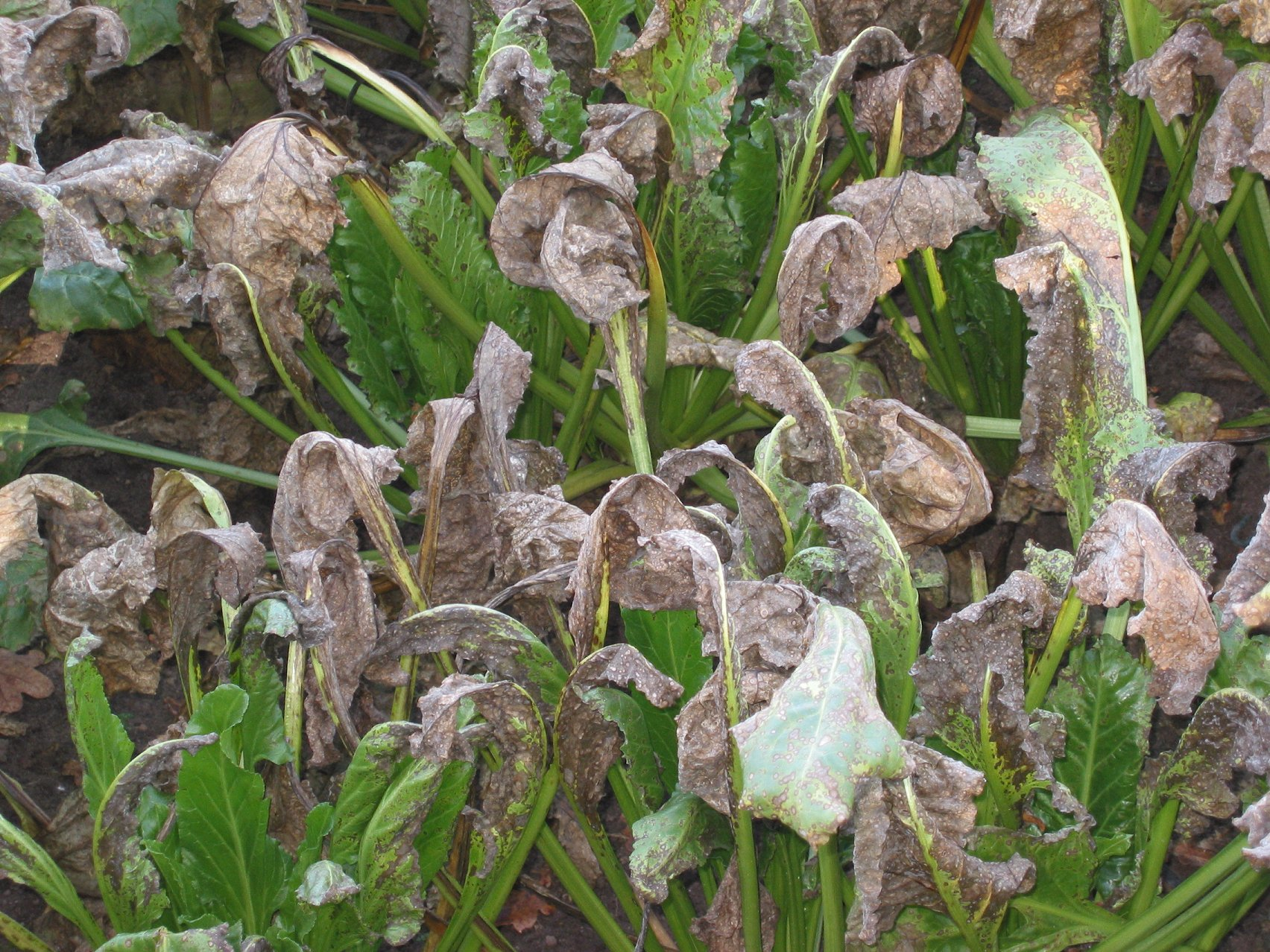
Objawy zaawansowane na liściach

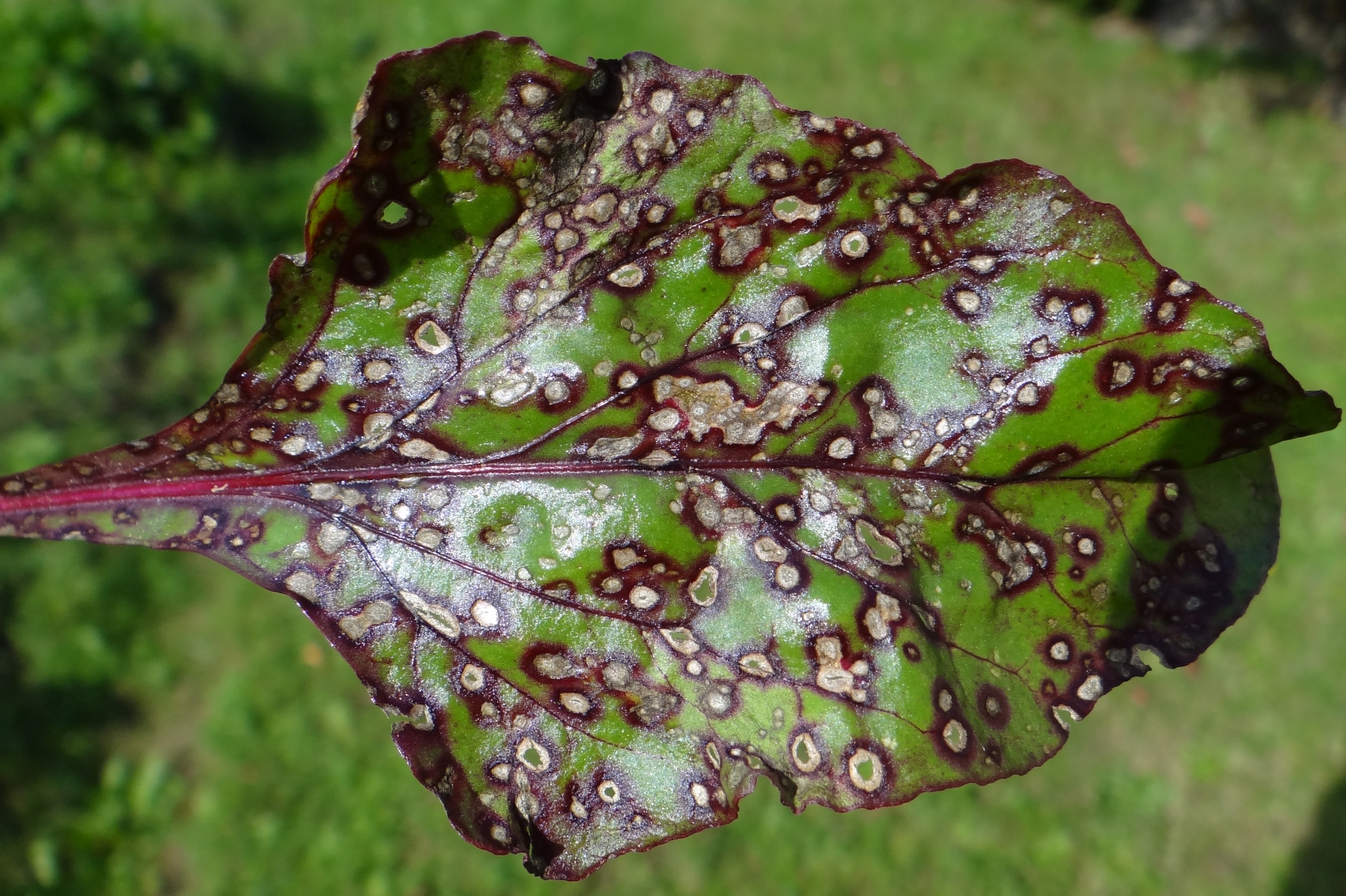
Porażony liść buraka ćwikłowego

Cykl rozwojowy

Chwościk buraka – grzybowa choroba roślin występująca jedynie na buraku, powodowana przez gatunek Cercospora beticola należący do workowców. Uznaje się ją za jedną z najgroźniejszych chorób buraków cukrowych.

## Objawy
Pierwsze objawy w postaci okrągłych, wgłębnych i dwubarwnych plam o średnicy 3-5 mm, pojawiają się na najstarszych liściach, najczęściej w połowie okresu wegetacji. Początkowo środek plam jest biały a następnie staje się szary. Obwódka plam jest czerwona lub szarobrunatna. Fragmenty silnie porażone, a nawet całe liście żółkną i zasychają kiedy około 50% ich powierzchni zostało porażone. W miarę porażania i zasychania starszych liści, burak wytwarza nowe liście, co powoduje stożkowate wydłużenie głowy korzeniowej buraka. Coraz częściej chwościk występuje na burakach ćwikłowych. Choroba zaczyna się najczęściej na początku lipca, a sprzyjają jej wysoka wilgotność i temperatura powietrza powyżej 15 °C.
Podobne objawy powoduje inna, również grzybowa choroba – plamik buraka.

## Etiologia
Grzybnia grzyba Cercospora beticola rozwija się w miękiszu liści buraków. Tworzy tam skupiska trzonków konidialnych, na których znajdują się brązowe, wąskie i wielokomórkowe konidia. Są one rozprzestrzeniane za pomocą wiatru i wody i stanowią źródło pierwotnej infekcji. Grzyb zimuje w komorach podszparkowych oraz w wysadkach i nasionach. Po przezimowaniu infekuje liście buraków, najczęściej poprzez aparaty szparkowe. Cykl rozwojowy tego patogena trwa 3-4 tygodnie.  

## Szkodliwość
Porażenie przez Cercospora beticola powoduje wydłużenie głowy korzeniowej buraka, co utrudnia zbiór oraz zmniejsza masę korzeni do 50% i ilość cukru o 2-3%. Próg szkodliwości gospodarczej wynosi:
- do 5 sierpnia – 5% porażonych roślin,
- 5-15 sierpnia – 15% porażonych roślin,
- po 15 sierpnia, do pierwszej dekady września – 45% porażonych roślin.

## Zwalczanie
Zwalczanie tej choroby polega na zaorywaniu resztek pożniwnych, skarmianiu zwierzętami porażonych liści, chemicznym zaprawianiu nasion, kilkuletniej przerwie w uprawie buraka na tym samym polu oraz na opryskiwaniu. Stosuje się fungicydy zawierające związki z grupy: triazoli, benzimidazoli, strobiluryn i ditiokarbaminianów. W uprawie ekologicznej powinno się stosować preparaty zawierające związki miedzi. Pierwsze zabiegi fungicydowe zazwyczaj powinny być przeprowadzone od połowy lipca do początku sierpnia w momencie, kiedy porażenie liści widoczne jest na pojedynczych roślinach. Ważna jest również uprawa odpornych odmian. Odporne odmiany tworzy się poprzez wykorzystanie metody selekcji z dużej populacji wraz z inną metodą hodowli np. chów wsobny.